# Una pareja perfecta
Pour plus de détails, voir Fiche technique et Distribution.
Una pareja perfecta est un film de comédie chorale espagnol réalisé par Francesc Betriu et sorti en 1998.
Les rôles principaux sont tenus par Antonio Resines et José Sazatornil. Le scénario fut élaboré par Rafael Azcona en adaptation du roman Diario d'un jubilado (1996) de Miguel Delibes.

## Synopsis
Un homme dans la quarantaine en chômage forcé et un vieux poète homosexuel maintiennent une curieuse relation professionnelle et amicale. Mais tout s'altère d'un jour à l'autre à cause de photographies compromettantes.

## Fiche technique
- Titre original : Una pareja perfecta
- Réalisation : Francesc Betriu
- Scénario : Rafael Azcona, d'après un roman de Miguel Delibes
- Photographie : Carlos Suárez
- Montage : Nicholas Wentworth
- Musique : Roque Baños
- Costumes : Macarena Soto
- Direction artistique : Llorenç Miquel
- Pays de production : Espagne
- Langue originale : espagnol
- Format : couleur
- Genre : comédie
- Durée : 93 minutes
- Dates de sortie :  
  - Espagne : 12 juin 1998

## Distribution
- Antonio Resines : Lorenzo
- José Sazatornil : Don Tadeo (comme Jose Sazatornil 'Saza')
- Kiti Mánver : Anita (comme Kiti Manver)
- Chus Lampreave : Doña Cuca
- Ramón Barea : Melecio (comme Ramon Barea)
- Mabel Lozano : Faustina
- Lucía Jiménez : Sonia (comme Lucia Jimenez)
- Daniel Guzmán : Terry (comme Daniel Guzman)
- Pepe Viyuela : Adrián
- Pedro Mari Sánchez : Silvio (comme Pedro Mari Sanchez)
- Luis Ciges : Partenio
- Antonio Canal : Toni
- Josep Maria Pou : Presidente (comme Jose Mª Pou)
- Quique Camoiras : Ovejero
- Fernando Vivanco : José Antonio
- Pablo Carbonell : Presentador T.V.
- Mariam Budia : Prisca

## Prix
- Fotogramas de Plata 1998 : Meilleur comédien de cinéma par Antonio Resines[3]
- Festival de Malaga : Prix de la meilleure actrice pour Kiti Mánver[4]